# Erpetogomphus heterodon
Erpetogomphus heterodon é uma espécie de libelinha da família Gomphidae.
Pode ser encontrada nos seguintes países: México e nos Estados Unidos da América.
Os seus habitats naturais são: rios.